# Emad Mohammed Ridha
Emad Mohammed Ridha (Karbala, 24 juli 1982) is Iraaks voetballer die als aanvaller speelt.
Hij speelt sinds 2011 bij Sepahan in Iran en sinds 2000 speelde hij 89 keer voor het Iraaks voetbalelftal waarbij hij 26 doelpunten maakte.